# Epicauta cardui
Epicauta cardui es una especie de coleóptero de la familia Meloidae.

## Distribución geográfica
Habita en México.